# Doudou
Doudou era la mascota oficial de los Juegos Asiáticos de Invierno de 1996, que se celebraron en Harbin en febrero de 1996.